# Something (Album)
Something ist ein Studioalbum von Shirley Bassey. Es zählt zu ihren erfolgreichsten Alben.

## Album
Veröffentlicht wurde das Album im August 1970 von United Artists. In den USA wurde es unter dem Namen Shirley Bassey Is Really Something veröffentlicht. Es war Shirley Basseys neunzehntes Album. Das Album enthält bis auf „The Sea And Sand“ ausschließlich Coverversionen. Im Gegensatz zu ihren früheren Alben, welche meistens aus Balladen und Showsongs bestehen, enthält dieses Album auch Lieder aus dem Rock- und Pop-Genre.

## Cover
Das Cover zeigt Shirley Bassey am Strand. Sie trägt ein orangefarbenes Kleid mit ausgeschnittenen Löchern. In der rechten Hand trägt sie ihre Schuhe.

## Erfolge
In England war die höchste Chartposition Platz 5. In Amerika erreichte es in den allgemeinen Popcharts die Position 105, in den Black-Music-Charts Platz 29.

## Singleauskopplungen
Das Titellied „Something“ erschien vor der Albumveröffentlichung im Juni 1970. Es rückte bis auf Platz 4 der britischen Charts vor und blieb 21 Wochen in den Top 50. In den USA erreichte die Single Platz 55, in den Easy-Listening-Charts Platz 6. In Deutschland erreichte sie Platz 40 der Single-Charts. Es war der bis dato größte Erfolg für Shirley Bassey und war in England erfolgreicher als die gleichnamige Singleveröffentlichung der Beatles. Weitere Singleauskopplungen waren die Lieder The „Sea And Sand“ und „What Are You Doing The Rest Of Your Life?“ (als B-Seite der Single „Fool On The Hill“).

## Titelliste
1. Something – 3:35 (George Harrison) (Originalinterpret: The Beatles)
2. Spinning Wheel – 3:08 (Thomas) (Originalinterpret: Blood, Sweat & Tears)
3. Yesterday I Heard The Rain – 3:30 (Manzanero/Lees)
4. The Sea And Sand – 4:02 (Harris/Colton/Smith)
5. My Way – 3:39 (Jacques Revaux/Claude François/Thibaut/Paul Anka)(Originalinterpret: Paul Anka)
6. What About Today? – 3:11 (Shire) (Originalinterpret: Barbra Streisand)
7. You And I – 3:47 (Bricusse) (aus dem Film Auf Wiedersehen, Mr. Chips)
8. Light My Fire – 3:26 (The Doors)
9. Easy To Be Hard – 2:41 (MacDermot/Ragni/Rado) (aus dem Musical Hair)
10. Life Goes On – 2:41 (Theodorakis/Martin) (aus dem Film Z)
11. What Are You Doing the Rest of Your Life? – 2:59 (Legrand/Bergman/Bergman) (aus dem Film Happy End für eine Ehe)
12. Yesterday When I Was Young – 3:48 (C. Aznavour/H. Kretzmer) (Originalinterpret Charles Aznavour)

Die CD-Version enthält als Bonustrack eine Interpretation der Lennon/McCartney-Komposition Fool On the Hill, welche 1971 als Single veröffentlicht wurde und in die Top 50 gelangte.